# Terthron
Terthron är ett släkte av insekter. Terthron ingår i familjen sporrstritar.
Kladogram enligt Catalogue of Life:
| Terthron | \| \| Terthron africana \| \| \| \| \| \| Terthron anemonias \| \| \| \| |
|          | \| \| Terthron africana \| \| \| \| \| \| Terthron anemonias \| \| \| \| |
|          | Terthron africana                                                        |
|          |                                                                          |
|          | Terthron anemonias                                                       |
|          |                                                                          |